# 연합 농구 리그
연합 농구 리그(United Basketball League, UBL)는 미국의 농구 리그이다. 야구의 마이너 리그와 같은 개념이다. (즉, NBA가 메이저 리그 개념이라는 뜻이다.)

## 현재 팀
| 팀                 | 연고지                | 경기장                         | 첫시즌 |
| ------------------ | --------------------- | ------------------------------ | ------ |
| 아칸소 워리어스    | 아칸소주 리틀록       | 잭 스티븐스 센터               | 2012년 |
| 아칸소 밥캐츠      | 아칸소주 라이츠빌     | 세너터 빌 워커 주니어 김나지움 | 2008년 |
| 배턴루지 팰컨스    | 루이지애나주 배턴루지 | 빈칸                           | 2015년 |
| 시더 밸리 타이탄스 | 아이오와주 워털루     | 빈칸                           | 2009년 |
| 미주리 퀘이크      | 미주리주 에섹스       | 리칠랜드 하이 스쿨             | 2015년 |
| 텍사스 케이저스    | 텍사스주 댈러스       | 빈칸                           | 2015년 |
| 텍사스 랭글러즈    | 텍사스주 에디슨       | 그린힐 스포츠 콤플렉스         | 2008년 |
| 털사 토네이도즈    | 오클라호마주 털사     | 트래블 팀                      | 2009년 |

## 사라진 팀
| 팀                      | 리그 참가연도 |
| ----------------------- | ------------- |
| 아칸소 셀렉트           | 2009년        |
| 오스틴/라운드 록 리듬   | 2012년~2013년 |
| 센트럴 텍사스 스타즈    | 2008년        |
| 이스트 타일러 I-20 프로 | 2009년        |
| 메트로플렉스 라이트닝   | 2013년        |
| 미시시피 토네이도스     | 2011년~2013년 |
| 미주리 테러스           | 2013년        |
| 뉴멕시코 파워           | 2009년        |
| 오클라호마 임팩트       | 2008년~2011년 |
| 온 포인트 훕스          | 2012년        |
| 스프링필드 드릴         | 2011년~2013년 |
| 세인트루이스 스콜피언스 | 2013년        |
| 텍사스 아웃로스         | 2009년        |

## 역대 챔피언쉽
| 연도 | 우승 팀              | 스코어  | 준우승 팀       |
| ---- | -------------------- | ------- | --------------- |
| 2008 | 센트럴 텍사스 스타즈 | 빈칸    | 빈칸            |
| 2009 | 오클라호마 임팩트    | 116-101 | 아칸소 워리어스 |
| 2010 | 오클라호마 임팩트    | 빈칸    | 빈칸            |
| 2011 | 텍사스 랭글러즈      | 100-96  | 아칸소 워리어스 |
| 2012 | 텍사스 랭글러즈      | 113-111 | 온 포인트 훕스  |
| 2013 | 아칸소 밥캐츠        | 97-94   | 아칸소 워리어스 |
| 2014 | 아칸소 밥캐츠        | 111-106 | 텍사스 랭글러즈 |
| 2015 | 아칸소 밥캐츠        | 134-104 | 텍사스 랭글러즈 |
| 2016 | 아칸소 밥캐츠        | 128-100 | 텍사스 랭글러즈 |